# 博氏黑吻銀漢魚
博氏黑吻銀漢魚，為輻鰭魚綱銀漢魚目擬銀漢魚科的其中一種，分布於中西大西洋聖馬丁海域，為熱帶魚類，底中層水域，生活習性不明。